# SO702i
FOMA SO702i（フォーマ・エスオー なな まる に アイ）は、ソニー・エリクソン・モバイルコミュニケーションズ（現・ソニーモバイルコミュニケーションズ）によって開発された、NTTドコモの第三世代携帯電話 (FOMA) 端末製品である。

## 概要
ソニー・エリクソン・モバイルコミュニケーションズのSO902iに次ぐ、第二弾FOMA端末である。パネルを交換する事で両面を着せ替えする事が出来るデュアルスタイルを採用。カメラ性能はCCD約130万画素(有効画素数:約120万画素)。テレビ電話用のサブカメラはCMOS約10万画素。外部メモリーはメモリースティックDuo（128MBまで：ドコモ発表）対応である。

## 歴史
- 2006年3月1日：技術基準適合証明 (TELEC) 通過
- 2006年4月7日：電気通信端末機器審査協会 (JATE)通過
- 2006年5月11日：D902iS、F902iS、P902iS、N902iS、SH902iS、SO902iWP+、N902iX HIGH-SPEED、DOLCE SL、SO702i、M2501 HIGH-SPEEDと同時にドコモよりプレスリリース
- 2006年5月26日：発売開始

## 不具合
- NTTドコモ及びソニー・エリクソン・モバイルコミュニケーションズより、特に報告はない。